# Roca del Volter
La Roca del Volter és una muntanya de 962 metres que es troba al municipi d'Àger, a la comarca catalana de la Noguera.